# Enyaliopsis bloyeti
Enyaliopsis bloyeti är en insektsart som först beskrevs av Lucas, H. 1885.  Enyaliopsis bloyeti ingår i släktet Enyaliopsis och familjen vårtbitare. Inga underarter finns listade i Catalogue of Life.